# Zdenko Schubert von Soldern
Zdenko Schubert rytíř von Soldern (18. října 1844 Praha-Malá Strana – 29. března 1922 Praha-Smíchov) byl český šlechtic, architekt, profesor, pedagog a kunsthistorik rakouského původu, člen význačného pražského rodu von Soldern. Zabýval se především teoretickou a publikační činností, roku 1903 se stal vedoucím pražské Německé polytechniky.

## Život a dílo

### Mládí

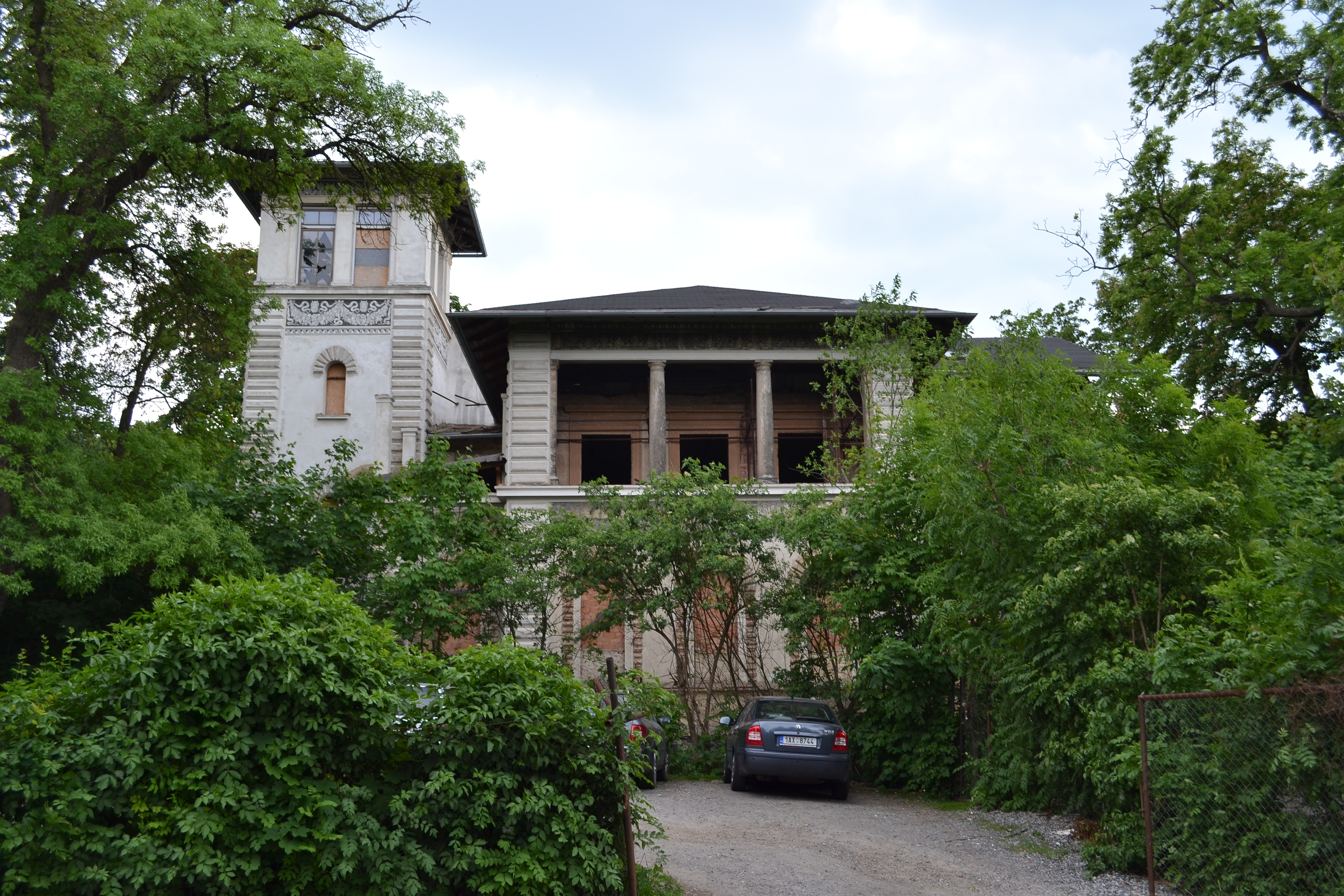
Novorenesanční Schubertova vila v Liboci u Prahy z roku 1871

Narodil se v Praze do rodiny právníka a notáře Eduarda Viktora Schuberta von Soldern. V letech 1865–1868 vystudoval Polytechnický ústav v Curychu, v letech 1868–1870 pak Akademii výtvarných umění ve Vídni u Gottfrieda Sempera a Theophila von Hansena. Následně absolvoval studijní cestu do Itálie, kde jej výrazně ovlivnila místní renesanční architektura. V podobném slohu navrhl roku 1871 sídelní vilu v Liboci u Prahy pro svého otce Eduarda. Pokračoval stáží ve Vídni a od roku 1875 pracoval v Praze.

### Pedagog
V roce 1879 se stal Zdenko Schubert-Soldern soukromým přednášejícím historie architektury na Německém polytechnickém ústavu v Praze. Kromě přednášek o historii architektury a teorii forem také přednášel kurzy starověké a renesanční architektury a navrhování monumentálních budov. Byl velmi publikačně činný, teoreticky i prakticky se zabýval ornamenty a zdobením staveb. Výchozím bodem bylo Semperovo učení o dualismu stavby a fasády, o původu dekorativních prvků architektury v užitém umění. Schubert-Sodlern rozvinul Semperovy závěry a vyzval ke kombinaci ozdobných a strukturálních prvků. Byl nadšeným obhájcem a propagátorem novorenesance. V pozdějších letech se von Soldern zabýval islámskou architekturou, odcestoval do Malé a Střední Asie a navštívil město Samarkand.

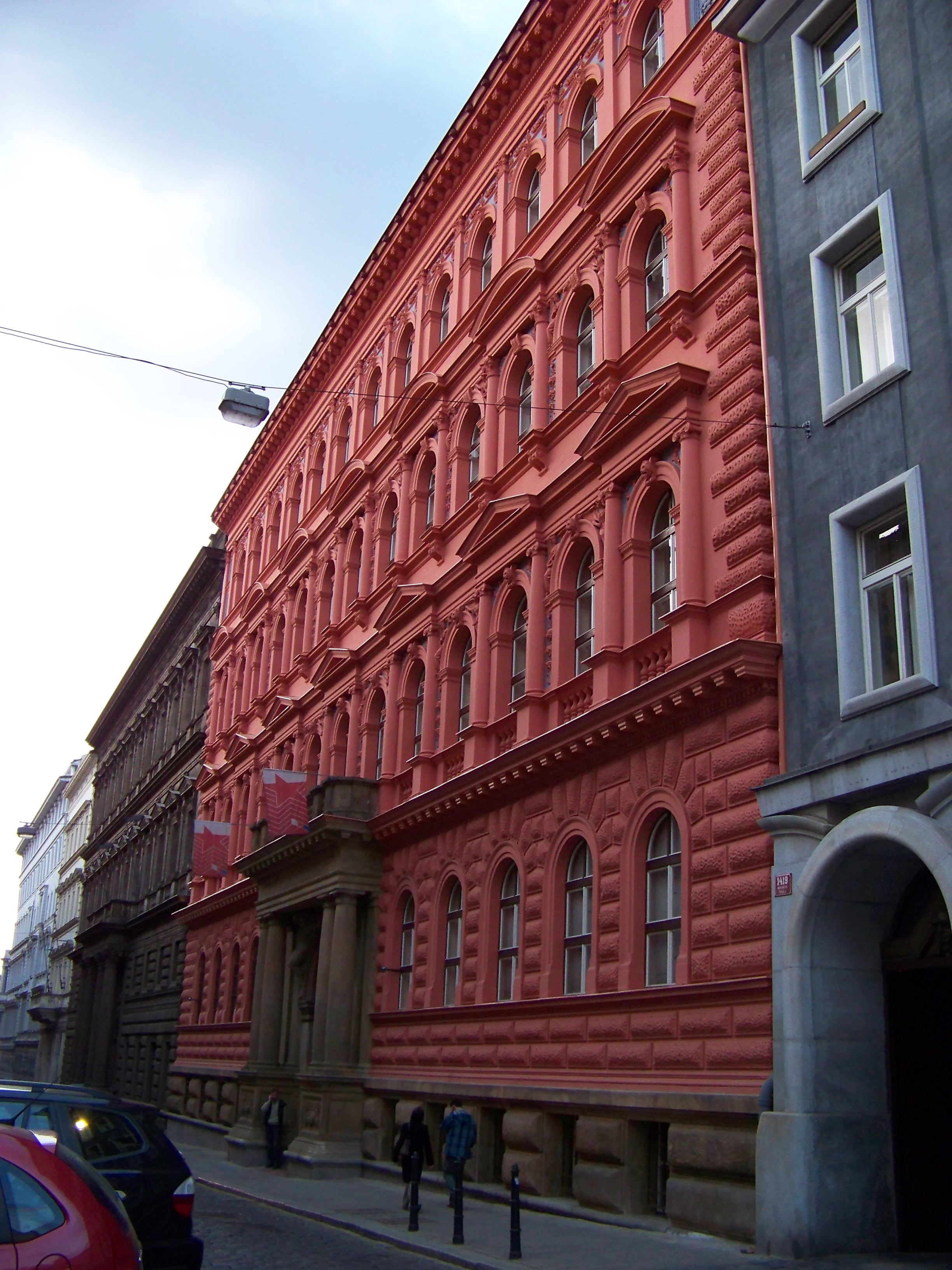
Budova Ředitelství Buštěhradské dráhy v Praze, 1871–1874

Zdenko rytíř Schubert von Soldern byl nositelem řady ocenění vyznamenání, a také členem několika spolků: umělecké sekce Spolku pro dostavbu katedrály sv. Víta, předseda sdružení kunsthistoriků a čestný prezident architektonické sekce Technického Musea v Praze. Roku 1887 byl jmenován profesorem pozemního stavitelství, roku 1903 vystřídal ve vedení Německého polytechnického ústavu architekta Josefa Zítka. Profesorem architektury byl jmenován roku 1916.

### Rodina
Jeho bratr Viktor byl malíř a spisovatel, jeho synovci památkář a historik umění Fortunát a zoolog Reiner žili v Drážďanech. Zdenkovým příbuzným byl též Robert Schubert von Soldern, rakouský filosof zabývající se fenomenologií.

### Úmrtí
Zdenko rytíř Schubert von Soldern zemřel 29. března 1922 v Praze ve věku 77 let a byl pochován v rodinné hrobce na Olšanských hřbitovech.

## Dílo
- Vila Eduarda Schuberta von Soldern, Praha-Liboc, 1871
- Budova Ředitelství Buštěhradské dráhy, Praha, 1871–1874 (spolu s Vojtěchem Ignácem Ullmannem)
- Objekty ve vídeňské čtvrti Weiden